# Bolesław Limanowski

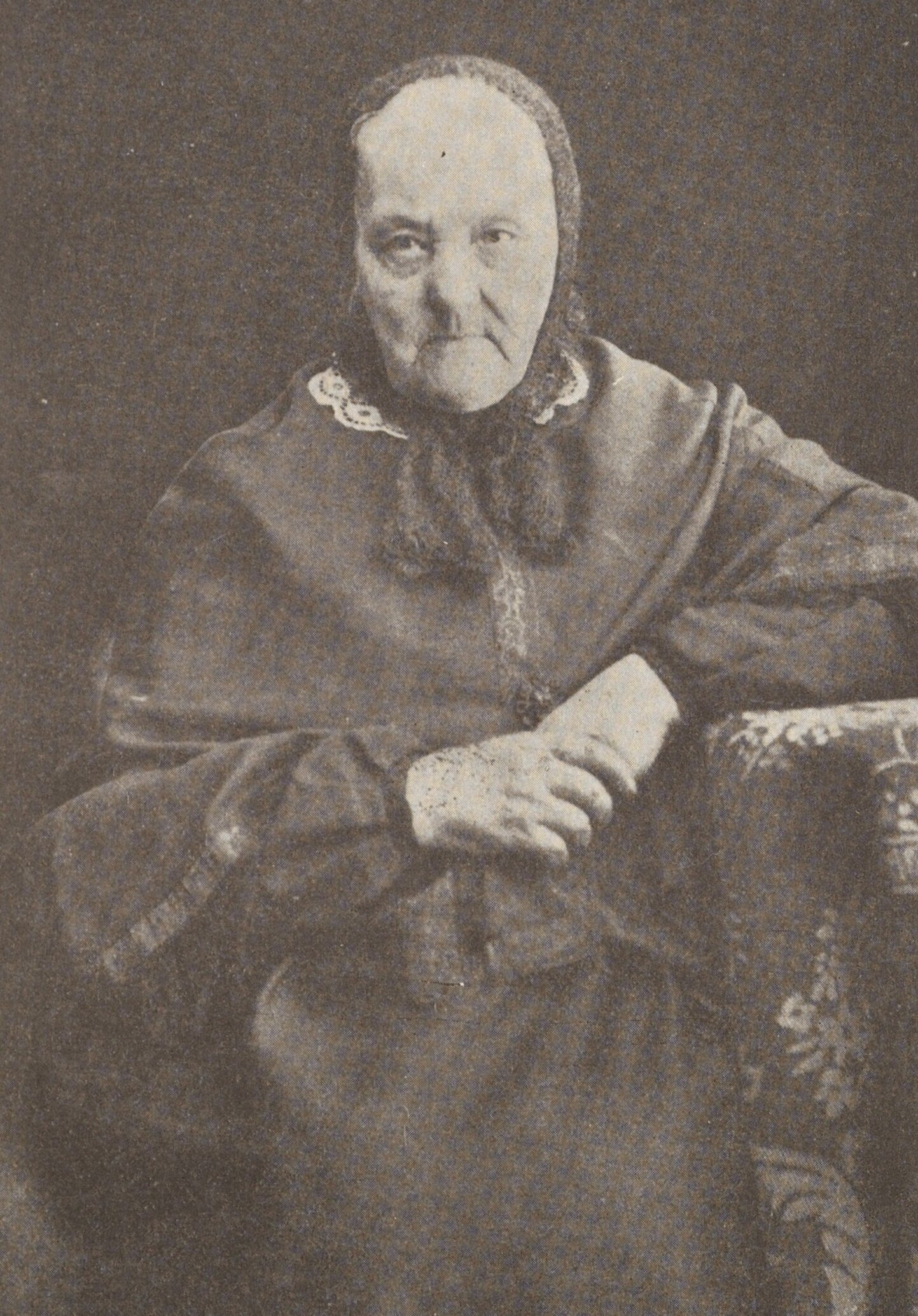
Katarzyna Limanowska (1880)

Bolesław Łukasz Tadeusz Limanowski, ps. „Janko Pokań”, „Tadeusz” (ur. 18 października 1835 w Podgórzu w Łatgalii, zm. 1 lutego 1935 w Warszawie) – polski historyk, socjolog, polityk, działacz socjalistyczny i niepodległościowy.
Prezes honorowy tymczasowego zarządu Polskiego Skarbu Wojskowego w 1912, zastępca przewodniczącego Prezydium Komitetu Obywatelskiego Polskiego Skarbu Wojskowego w sierpniu 1914. Senator I, II i III kadencji Senatu II RP (1922–1935).

## Życiorys

### Dzieciństwo i młodość
Przodkowie jego ojca, Wincentego (1771–1847), wywodzili się z litewskich Limanowskich h. Alemanni, zaś matki, Katarzyny z Wysłouchów h. Odyniec (1807–1892), którzy z rodzinnego gniazda w powiecie kobryńskim (gubernia grodzieńska) przenieśli się na ziemie leżące dziś we wschodniej Białorusi.
W 1847 pod opieką starszego brata Aniceta został wysłany do gimnazjum do Moskwy. Po skończeniu gimnazjum podjął z braku innych możliwości studia medyczne na uniwersytecie moskiewskim. Uczestniczył wówczas w kołach samokształceniowych polskich studentów. Po konflikcie z jednym z asystentów, organizacja studencka wysłała go w 1858 na dalsze studia do Dorpatu. Tam kontynuował medycynę. Porzucił ją jednak jako niezgodną z zainteresowaniami i w marcu 1859 rozpoczął studia filozoficzne. W tym samym roku musiał je przerwać z powodów rodzinnych i powrócił do domu. Był członkiem Konwentu Polonia. Po kilku miesiącach gospodarowania wrócił do Dorpatu, by kontynuować studia.

### Początki działalności rewolucyjnej
We wrześniu 1860 na wieść o tworzeniu polskich legionów we Francji przerwał studia i wyjechał do Paryża. Dotarł tam w listopadzie i podjął naukę w Polskiej Szkole Wojskowej przygotowującej kadrę instruktorską dla legionu polskiego oraz kraju na wypadek powstania. Ponadto uczestniczył w wykładach na Sorbonie i Collège de France. W grudniu 1860 opublikował pierwszą drukowaną pracę Listy z Inflant. W Paryżu uczestniczył w środowiskach patriotycznych skupionych wokół gen. Ludwika Mierosławskiego. Ponieważ sprawa legionu się komplikowała, zaś w kraju rozpoczęły się patriotyczne manifestacje, wraz z bratem Józefem w marcu 1861 poprzez Wrocław, Kraków i Warszawę powrócił do Dorpatu, a następnie do Wilna. Tam na zlecenie gen. Mierosławskiego organizował tzw. Komitet Centralny na Litwie do kierowania działalnością rewolucyjną.
8 maja 1861 po patriotycznej demonstracji w Kościele katedralnym w Wilnie został aresztowany przez władze rosyjskie jako jej główny organizator. Został zesłany do guberni archangielskiej, początkowo do miasta Mezeń, a po ośmiu miesiącach do Archangielska. Uzyskał tam pracę w kancelarii guberni. Na wygnaniu zajmował się socjologią, czego efektem były dwie publikacje.
Po wybuchu powstania styczniowego próbował ucieczki, jednak został aresztowany i skazany na dwa tygodnie więzienia. Stracił również zatrudnienie. W 1866 uzyskał ze względów zdrowotnych przeniesienie do guberni woroneskiej, gdzie osiedlił się w Pawłowsku. Tam zetknął się z liczną polską kolonią. Poznał również swoją przyszłą żonę (Wincentynę Szarską). Latem 1867 został zwolniony na podstawie amnestii i wobec zakazu powrotu w rodzinne strony wyjechał do Warszawy.

### Z Warszawy do Lwowa
Pozostając w Warszawie podejmował różne prace, m.in. korepetytora, publicysty i robotnika. 1868–1869 pracował jako guwerner w Gałęzowie pod Lublinem. W tym czasie prowadził samokształcenie i pisywał artykuły do Przeglądu Tygodniowego. Po krótkim pobycie w rodzinnych stronach (na co uzyskał zgodę władz) postanowił przez Galicję udać się do Francji, licząc na szybki wybuch wojny z Prusami. Jednak gdy w 1870 dotarł do Lwowa, wojna francusko-pruska zakończyła się klęską Francji. Pozostał więc we Lwowie jako korektor i publicysta. Tam związał się ze stowarzyszeniem czeladniczym „Gwiazda”, w którym prowadził odczyty opublikowane pod tytułem O kwestii robotniczej. Publikacja ta spowodowała rozgłos w środowiskach radykalnych. Podjął również studia filozoficzne na Uniwersytecie Lwowskim, uzyskując w 1875 tytuł doktora.
W 1876 na zlecenie polskich i rosyjskich socjalistów przetłumaczył publikację Ferdynanda Lassalle’a Program robotników (1879). W tym czasie przy wsparciu Stanisława Mendelsona napisał i opublikował pracę Socjalizm jako konieczny objaw dziejowego rozwoju. Ze względu na swoje socjalistyczne przekonania w 1877 utracił pracę w „Gazecie Narodowej”, a następnie został aresztowany za udział w tajnym stowarzyszeniu. Został uwolniony z braku dowodów, jednak otrzymał nakaz opuszczenia Austro-Węgier.

### Okres szwajcarski
W październiku 1878, już jako znany teoretyk socjalistyczny, wyjechał do Genewy, gdzie zamieszkał z żoną i małoletnimi synami. Początkowo działał w grupie wydającej pismo „Równość” (m.in. Stanisław Mendelson, Kazimierz Dłuski i Szymon Dickstein), w którym w 1879 ukazał się tzw. program brukselski. W tym samym roku za pieniądze otrzymane od rodziny w rozliczeniach spadkowych zakupił zestaw czcionek polskich i założył w Genewie Drukarnię Polską. Drukował serię „Biblioteka Socyalno-Demokratyczna”, w której wydawał teksty własne i prace innych autorów, a w 1880 roku również samą „Równość”.
W 1880 r. starał się bezskutecznie o przyznanie mu obywatelstwa genewskiego (a co za tym idzie - szwajcarskiego). Po pewnym czasie wycofał się z redakcji „Równości”, nie mogąc znaleźć wśród pozostałych członków kolegium redakcyjnego zrozumienia dla swej postawy, godzącej socjalizm z patriotyzmem i walką o niepodległość Polski i w 1881 r. wraz z Zygmuntem Balickim i Erazmem Kobylańskim założył Socjalistyczne Stowarzyszenie „Lud Polski”. Z ramienia stowarzyszenia w 1881 uczestniczył w Międzynarodowym Kongresie Socjalistycznym w Chur w Szwajcarii. 
W 1883 r. objął w Genewie prowadzenie biblioteki Polskiego Towarzystwa Wzajemnej Pomocy.
W 1885 r. przeprowadził się z rodziną do Thun. Tu za otrzymane w 1882 r. w ramach rozliczeń rodzinnych 10 tys. rubli (ok. 25 tys. franków) kupił zakład fotograficzny przy ulicy Bälliz, na wyspie położonej w centrum miasta, między dwiema odnogami Aare. Prowadził go wraz z dwoma wspólnikami. Mieszkał w kupionym wraz z warsztatem domu z ogródkiem nad rzeką. Tu też 15 listopada 1885 r. zmarła na raka jego żona Wincentyna z d. Szarska. Mieszkając w Thun, przesyłał korespondencje do prasy polskiej („Ateneum”, „Głos”, „Przegląd Tygodniowy”, „Tydzień Polski”). Gdy okazało się, że wspólnicy w interesie fotograficznym są nieodpowiedzialni i nieuczciwi, Limanowski sprzedał zakład i wraz z synami w 1887 r. przeniósł się do Zurychu. Tu z Marią Goniewską ponownie wstąpił w związek małżeński.
W 1887 z inspiracji Zygmunta Balickiego wstąpił przejściowo do Ligi Polskiej. W 1889 związał się z Gminą Narodowo-Socjalistyczną i z jej ramienia występował na Międzynarodowym Kongresie Socjalistycznym w Paryżu. W grudniu 1899 przeniósł się do Paryża i objął redakcję pisma „Pobudka”. Objął również funkcję sekretarza zarządu Związku Wychodźców Polskich.

### Współtwórca Polskiej Partii Socjalistycznej
W listopadzie 1892 przewodniczył w Paryżu zjazdowi przedstawicieli stronnictw socjalistycznych zaboru rosyjskiego, czego wynikiem było powołanie Związku Zagranicznego Socjalistów Polskich uznanego za początek działania Polskiej Partii Socjalistycznej. W tym czasie borykał się z kłopotami finansowymi. Odmówiono mu zgody na powrót do Galicji, jednak dzięki protekcji Adolfa Warszawskiego-Warskiego uzyskał pracę biuralisty w amerykańskim towarzystwie ubezpieczeniowym na życie „New York” w Paryżu. W tym czasie napisał i opublikował dwie znane publikacje: Stuletnia walka narodu polskiego o niepodległość oraz Historia demokracji polskiej w epoce porozbiorowej.
Od jesieni 1907 po uzyskaniu zgody władz austriackich przeniósł się do Krakowa. Po powrocie do kraju został członkiem PPS-Frakcji Rewolucyjnej. 25 sierpnia 1912 stanął na czele powołanego z inicjatywy Józefa Piłsudskiego Polskiego Skarbu Wojskowego.
Członek Wydziału Finansowego Komisji Tymczasowej Skonfederowanych Stronnictw Niepodległościowych.

### W niepodległej Polsce

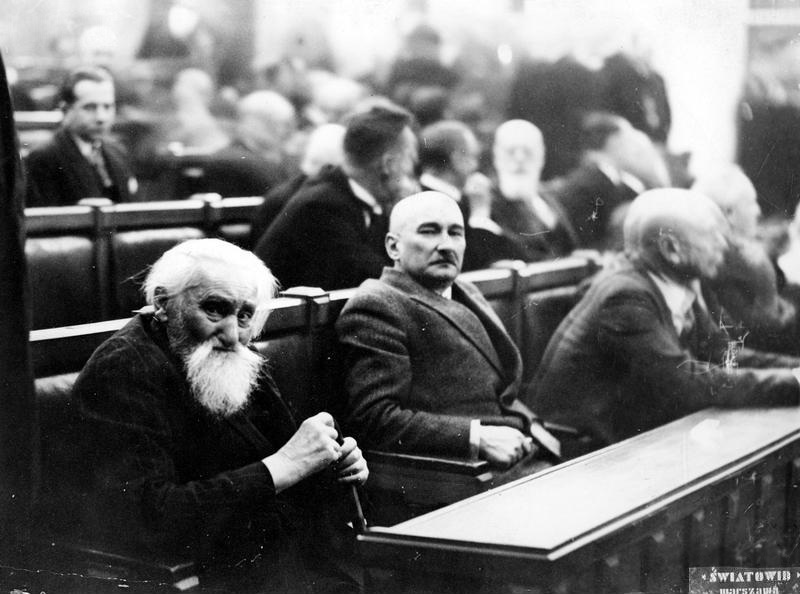
Bolesław Limanowski (z lewej) w ławach Senatu

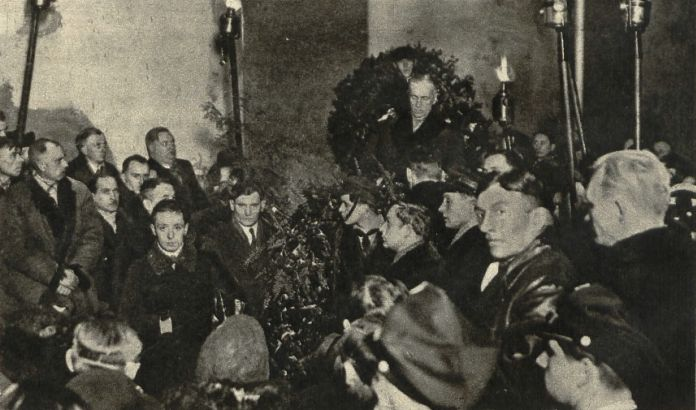
Pogrzeb Bolesława Limanowskiego, przemawia Władysław Raczkiewicz

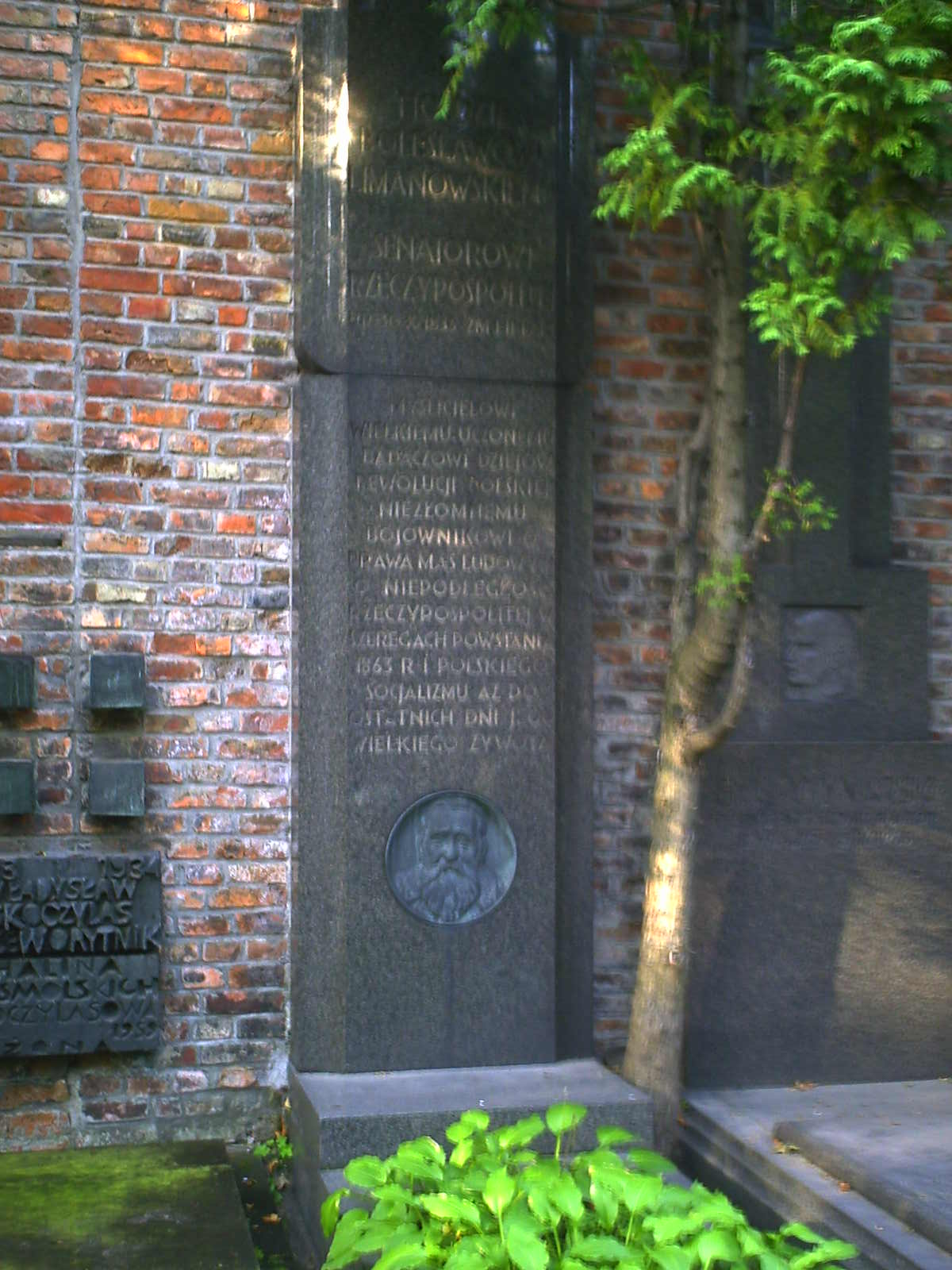
Grób Bolesława Limanowskiego na cmentarzu Stare Powązki

Po odzyskaniu niepodległości był politykiem PPS. W wyborach parlamentarnych w 1922 został wybrany z listy 2 (PPS) w okręgu wyborczym Warszawa (wybrano go również z listy państwowej) do Senatu I kadencji, którego został Marszałkiem Seniorem. W wyborach parlamentarnych w 1928 zdobył mandat w Senacie II kadencji z listy państwowej nr 2 (PPS) i ponownie został Marszałkiem Seniorem. W 1928 przyczynił się w poważny sposób do zahamowania rozłamu w PPS po powstaniu PPS dawnej Frakcji Rewolucyjnej. W tym czasie pomimo choroby i zaawansowanego wieku publikował na temat historii ruchu społecznego i socjalistycznego. W wyborach parlamentarnych w 1930 został wybrany do Senatu III kadencji z listy państwowej Centrolewu.
Po odzyskaniu przez Polskę niepodległości (1918) w okresie II Rzeczypospolitej został awansowany do stopnia podporucznika weterana Wojska Polskiego.
W 1923 otrzymał tytuł doktora honoris causa prawa Uniwersytet Jana Kazimierza we Lwowie (wyróżniony wówczas w gronie siedmiu weteranów powstania styczniowego). W 1934 tytuł doktora honoris causa przyznał mu Uniwersytet Warszawski.
Pochowany na cmentarzu Powązkowskim w Warszawie (aleja zasłużonych-1-16).
Dwukrotnie żonaty. Od 3 października 1874 był mężem Wincenty Szarskiej (1838–1885), z którą miał trzech synów: Mieczysława, profesora geologii i reżysera teatralnego, Zygmunta (1877–1943), statystyka oraz Witolda (ur. 1880). Drugą żoną, od 1887, była Maria Goniewska (1860–1906), z którą miał syna Stanisława (ur. ok. 1890).

## Poglądy

### Socjologia
Bolesław Limanowski był zwolennikiem pozytywistycznej wizji stosunków społecznych. Jego poglądy kształtowały się pod wpływem Herberta Spencera, Augusta Comte’a, Paula von Lilienfelda i innych. Podzielał on podstawowy pogląd pozytywistów, że społeczeństwo jest pewną całością organiczną. Socjologię dzielił, w duchu Comte’a, na socjologię ogólną, która bada warunki powstawania, istnienia i rozwoju społeczeństwa oraz socjologię szczegółową, która zajmuje się analizą poszczególnych części składowych społeczeństwa i bada ich funkcje. Socjologię Limanowski uznawał za nauką abstrakcyjno-konkretną:
„(...) zadaniem socjologii jest zbadanie ogólnych zjawisk życia społecznego, o ile są one podstawą przejawu i rozwoju rozmaitych form bytu społeczeństw, przez ujęcie prawidłowości, które się spostrzega we wzajemnym stosunku tych zjawisk, w pewne określone prawo, przy czym dążymy do takiego ogólnego prawa, które by się nam przedstawiło jako zasadnicze i z którego wszystkie inne dałyby się wyprowadzić. Badamy życie społeczne w społeczeństwie, a raczej w społeczeństwach. Rozpatrujemy je w konkretnych formach istniejących lub minionych społeczeństw, żeby się wznieść do abstrakcyjnych uogólnień w dziedzinie życia społecznego. Socjologia jest więc nauką abstrakcyjno-konkretną”.
Dla umiarkowanego organicysty, za jakiego uchodził Limanowski, najważniejszą kategorią był naród jako najwyższy organizm, jaki dotychczas wytworzyła ewolucja społeczna. Naród jako najważniejsza kategoria socjologiczna znajduje swoje miejsce zarówno w ramach socjologii ogólnej, jak i szczegółowej (w szczególności w ramach statyki szczegółowej).

#### Socjologia ogólna
To właśnie do tej dziedziny należą twierdzenia bardzo ogólne takie, jak na przykład to, iż społeczeństwo jest ze swej istoty całością organiczną. Limanowski uważał zresztą, że teza ta powinna mieć mocno ograniczoną moc heurystyczną i nie powinno się jej traktować dogmatycznie. Innym, równie ważnym twierdzeniem socjologii ogólnej jest twierdzenie, iż ów organizm jest produktem ewolucji powszechnej i jako taki podlega procesom dyferencjacji i integracji. To właśnie comte’owski historyzm spowodował, że teoria Limanowskiego nie ześlizgnęła się na pozycje skrajnego naturalizmu. To właśnie specyficznie ludzka zdolność wytwarzania kultury i cywilizacji odróżnia go od zwierząt. W ujęciu Limanowskiego mamy do czynienia z mocnym ograniczeniem determinizmu i fatalizmu, jaki nieraz ciążył na rozmaitych koncepcjach społecznych tego czasu. Mówi się także o inkorporacji dynamicznych zmiennych do ewolucjonistycznej koncepcji, w szczególności pojęcia kultury i walki klas. Tak pisze o tym znana badaczka Joanna Kurczewska: „Ograniczenie fatalizmu procesów ewolucyjnych w odniesieniu do społeczeństw ludzkich, waga przykładana do kultury jako czynnika zmiany społecznej, zwłaszcza w wyższych fazach rozwoju społecznego, traktowanie postępu jako rozwoju świadomego i celowego – wszystko to sytuuje koncepcję ewolucji społecznej u Limanowskiego raczej pomiędzy refleksją Comte’a a marksizmem”. Innym, równie ważkim ustaleniem socjologii ogólnej jest kwestia czynników rozwoju społecznego. Według Limanowskiego tym czynnikami są przymus oraz umowa działająca na rzecz integracji. W końcowej części pracy poświęconej socjologii ogólnej Limanowski zatrzymuje się na koncepcji narodu. Uważa ją za najważniejszą kategorię socjologii ogólnej – w czym odbiega od popularnych wówczas poglądów na tę kwestię widzących w narodzie coś pośledniego.

##### Teoria narodu
Zgodnie z ogólnym ujęciem narodu Bolesława Limanowskiego, naród to wspólnota organiczna, oparta na umowie pomiędzy jego członkami. To także wynik naturalnego rozwoju społecznego. Naród cechuje najwyższa z całej historii grup ludzkich solidarność wewnętrzna oraz równowaga pomiędzy wolnością indywidualną i solidarnością zbiorową.

#### Socjologia szczegółowa
Socjologię szczegółową dzieli Limanowski, zgodnie ze schematem Comte’a na statykę i dynamikę. Centralną kategorią statyki społecznej jest kategoria zasobu społecznego, która z kolei dookreśla funkcję statyki szczegółowej, która badać ma charakterystyczne cechy narodu jako struktury społecznej. Statyka ogólna opiera się na twierdzeniu, że rzeczywistymi podmiotami procesu historycznego są jedynie grupy o stabilnej, mocnej więzi społecznej, a więc wspólnoty organiczne, i mogą przetrwać poddając się procesom ewolucji ogólnej. Z kolei takie formy, jak zasób społeczny, czy kultura, są całkowicie zależnym od wspólnot pierwotnych owej ewolucji wytworem. Na tym wspiera się zasadnicza teza Limanowskiego o niezwykle trwałym charakterze narodu: „Zasada ta przygotowuje dwie tezy statyki szczegółowej, że naród jest bardzo złożoną strukturalnie grupą organiczną, tworzy zasób społeczny najwyższy, bo duchowy i niezniszczalny, że naród tworząc państwo, może uczynić je całkowicie od siebie zależnym”.
Limanowski, idąc śladem Lelewela, badał narody i plemiona. Stojąc na stanowisku ograniczonego organicyzmu, podzielił on formy społeczne na organiczne i nieorganiczne. Do pierwszych należały: naród, plemię, ród. W całej rozciągłości podlegały one prawom ewolucji społecznej. Natomiast nieorganiczne formy społeczne, jak na przykład gmina, czy związek polityczny – podlegały prawom ewolucji społecznej tylko w stopniu ograniczonym. Stanowisko to było w istocie zmodyfikowanym stanowiskiem comte’owskim, który rozwinął w szczególności zagadnienia stowarzyszeń i społeczeństw, podobnie jak w ramach statyki szczegółowej Limanowski rozwinął problematykę plemienia i narodu.

## Ważniejsze publikacje
- O kwestii robotniczej, Lwów 1871;
- Socjalizm jako konieczny objaw dziejowego rozwoju, Lwów 1879;
- Ferdynand Lassalle i jego polemiczno-agitacyjne pisma, Genewa 1882;
- Polityczna a społeczna rewolucja, Genewa 1883;
- Historia powstania narodu polskiego w 1863 i 1864, Lwów 1882 t. I, t. II
- Historia ruchu społecznego w drugiej połowie XVIII stulecia, Lwów 1888;
- Historia ruchu społecznego w XIX stuleciu, Lwów 1890;
- Stuletnia walka narodu polskiego o niepodległość, Zurych 1894;
- Historia Litwy pokrótce opowiedziana, Paryż 1895;
- Historii demokracji polskiej w epoce porozbiorowej, Zurych 1901;
- Demokracja w Polsce, Kraków 1903;
- Żywot Stanisława Staszica, Kraków 1904;
- Naród i państwo. Studium socjologiczne, Kraków 1906;
- Stanisław Worcell. Życiorys, Kraków 1910;
- Emilia Plater, Warszawa 1910;
- Szermierze wolności, Kraków 1911;
- Historia ruchu rewolucyjnego w Polsce w 1846, Kraków 1913;
- Studwudziestoletnia walka narodu polskiego o niepodległość, Kraków 1916;
- Socjologia, Kraków 1919;
- Polityka wynaradawiająca rządu pruskiego w stosunku do ludności polskiej, Częstochowa 1919;
- Hugo Kołłątaj, Warszawa 1920;
- Rozwój polskiej myśli socjalistycznej, Warszawa 1929;
- Pamiętniki, Warszawa 1961.

## Ordery i odznaczenia
- Krzyż Komandorski Orderu Odrodzenia Polski (5 sierpnia 1921)[21]
- Krzyż Niepodległości (8 listopada 1930)[22]

## Limanowski jako patron
Bolesław Limanowski jest patronem ulic w: Bartoszycach, Będzinie (Grodziec), Brześciu Kujawskim, Chorzowie, Cieszynie, Częstochowie, Dąbrowie Górniczej, Dzierzgoniu, Głownie, Jarosławiu, Jaworze, Kętrzynie, Kożuchowie, Krakowie, Krapkowicach, Łodzi, Mielcu, Mińsku Mazowieckim, Nidzicy, Nowym Sączu, Oleśnicy, Olsztynie, Opocznie, Ostrowie Wielkopolskim, Pasłęku, Pelplinie, Pile, Poznaniu, Radomiu, Skarżysku-Kamiennej, Słupsku, Stargardzie, Szczecinie, Szczecinku, Tarnowie, Toszku, Ustce, Wałbrzychu, Warszawie, Wieliczce, Zabrzu, Zawierciu, Zgierzu i Żyrardowie oraz placu w Cybince. W latach 1946–1948 był również patronem ulicy w Namysłowie, obecnej ul. Obrońców Pokoju.
Jest również patronem I Liceum Ogólnokształcącego w Warszawie.
Jego imię nosi Olsztyńskie Centrum Społeczne Młodych Socjalistów.
W Augustowie imię Limanowskiego nosi od 1927 osiedle domów jednorodzinnych.

## Bolesław Limanowski w filmie
W filmie Śmierć prezydenta w reżyserii Jerzego Kawalerowicza rolę Bolesława Limanowskiego grał Marian Godlewski.